# Simboli della Contea di Meath

La bandiera culturale e sportiva

Il simbolo della contea del Meath è uno scudo con all'interno simboli che richiamano alcune fra le più caratteristiche parti o culture della zona.
I colori basilari dello scudo sono il verde all'interno, che insieme all'oro del contorno rappresentano i colori sportivi della contea, mentre il blu presente sempre all'interno simboleggia il fiume Boyne che attraversa l'intero territorio.
La corona situata nella parte alta dello scudo richiama 'Tara of the Kings', l'antica Collina reale di Tara.
Newgrange, indicato come il più raffinato e meglio conservato fra i numerosi e importantissimi reperti archeologici della Valle del Boyne è simboleggiato dal motivo circolare concentrico bianco, mentre la croce celtica richiama l'importante tradizione cristiana e medievale, presente nei monasteri di Kells o Slane fra i tanti.
Il salmone è l'elemento più particolare e curioso e rappresenta il bradan feasa, ovvero la storia mitologica irlandese del "Salmone della Conoscenza".
Il mito narra di come Fionn MacCumhall acquisì poteri sovrannaturali quando infilò il suo dito in bocca dopo averselo bruciato nell'intento di cucinare il salmone. Riuscendo ad assaggiare il pesce divino, Fionn non solo acquisì il potere di profezia e di conoscenza, ma anche quello di curare persone malate facendogli bere acqua del Boyne dal palmo delle sue mani. Questo aneddoto del 'Salmone della Conoscenza' ancora sopravvive nel detto gaelico "Slainte an Bhradain Chugat" - Salute del salmone a te!
La bandiera, coi colori già citati oro e verde, è identica a quella del Donegal (vedi Simboli della Contea di Donegal).

## Altri simboli

Il logo moderno della contea, adottato per il turismo e iniziative particolari del Consiglio

Questo stemma appena descritto è quello adottato non moltissimi anni fa dal Consiglio della contea. Anticamente, specialmente per riferirsi alla provincia, il Meath aveva uno scudo nel quale era raffigurato un re, questo ad indicare ovviamente le origini della Royal County. Questo simbolo era anche adottato dalla Meath GAA, che invece ora ne ha scelto uno nuovo più moderno e sportivo, dove il re compare ancora ma accompagnata da una stilizzazione del Boyne e gli strumenti degli sport gaelici.
Il Consiglio della contea ha inoltre adottato un logo ufficiale, marchio registrato, per le attività turistiche e del consiglio stesso, con una scritta pittoresca "Meath", con la a forma di spirale di Newgrange.